# Обратимая функция

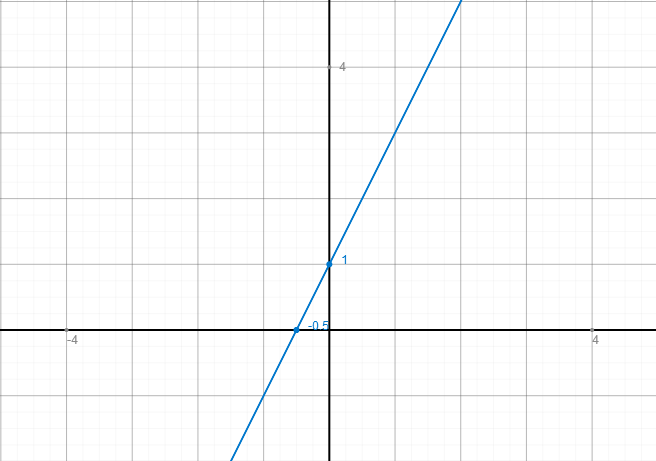
График линейной функции, которая является обратимой.

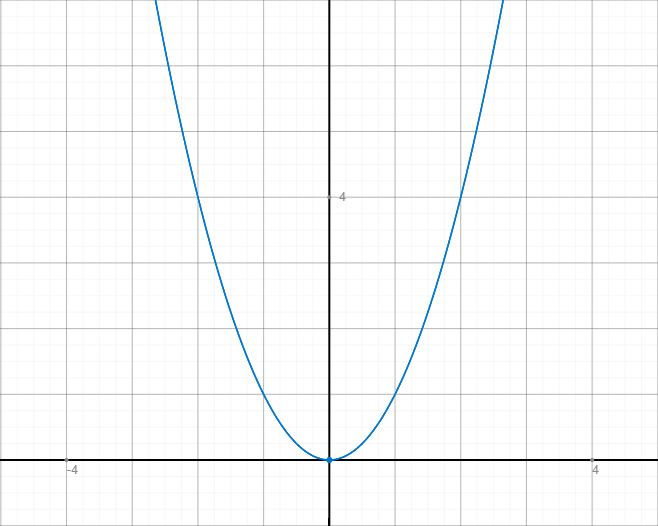
График квадратичной функции, которая не является обратимой.

Обратимая функция — это функция, которая принимает каждое своё значение в единственной точке области определения.

## Определение
Если функция {\displaystyle y=f(x)} такова, что для любого её значения {\displaystyle y_{0}} уравнение {\displaystyle f(x)=y_{0}} имеет относительно {\displaystyle x} единственный корень, то говорят, что функция {\displaystyle f} обратима.

## Свойства
1. Если функция {\displaystyle y=f(x)} определена и возрастает (или убывает) на промежутке {\displaystyle X} и областью её значений является промежуток {\displaystyle Y}, то у неё существует обратная функция, причём обратная функция определена и возрастает (или убывает) на {\displaystyle X}.[1]
2. Если функция {\displaystyle y=f(x)} задана формулой, то для нахождения обратной к ней функции нужно решить уравнение {\displaystyle f(x)=y} относительно {\displaystyle x}, а потом поменять местами {\displaystyle x} и {\displaystyle y}.
3. Если уравнение {\displaystyle f(x)=y} имеет более одного корня, то функции, обратной функции {\displaystyle y=f(x)}, не существует.
4. Графики обратных функций симметричны относительно прямой {\displaystyle y=x}.
5. Если {\displaystyle f} и {\displaystyle g} – функции, обратные друг другу, то {\displaystyle E(f)=D(g)}, {\displaystyle D(f)=E(g)}, где {\displaystyle D} и {\displaystyle E} – области определения и значений соответственно.
6. Обратная функция может существовать только для обратимой функции.

## Примеры
- Функция {\displaystyle y=x^{2}} не является обратимой на {\displaystyle \mathbb {R} }, но обратима при {\displaystyle x\geqslant 0} или  {\displaystyle x\leqslant 0} .
- Функция {\displaystyle \sin x} не является обратимой на {\displaystyle \mathbb {R} }, т. к. одному значению функции соответствует бесконечное множество значений аргумента.